# Rally Dakar 1979

Mappa della Parigi-Dakar 1979

Il Rally Dakar 1979 è stata la 1ª edizione del Rally Dakar (partenza da Parigi, arrivo a Dakar).

## La prima edizione
Da un'idea di Thierry Sabine il giorno dopo il Natale del 1978 presero il via da Parigi 80 autovetture, 90 motociclette e 12 camion.
In quella prima edizione ancora non esistevano classifiche separate per i tre veicoli, anche se in seguito al francese Genestier è stata storicamente assegnata la prima vittoria nella categoria auto, quella edizione presentava un'unica classifica e il vincitore assoluto fu il motociclista Cyril Neveu.

## Tappe
Furono disputate 10 prove speciali in Francia, Algeria, Niger, Mali e Senegal (più una neutralizzata) in 18 giorni, più alcuni lunghi trasferimenti anche di una intera giornata, in questi trasferimenti comunque bisognava rientrare in un tempo stabilito, altrimenti sarebbero stati penalizzati in classifica generale, e date le difficoltà a mantenere la rotta, questo non era raro.
| 1  | 1      | 26 dic 1978 | Parigi-Montlhéry           | 3,6                        | 3,6                        | Christophe Neveu (Range Rover) | Christian Desnoyers (Honda)  |                            |                  |                  |                  |                  |                  |                  |                  |                  |                  |                  |                  |                  |                  |                  |                  |                  |                  |                  |                  |                  |                  |                  |                  |                  |                  |                  |                  |                  |                  |                  |                  |                  |                  |                  |                  |                  |                  |                  |                  |                  |                  |                  |                  |                  |                  |                  |                  |                  |                  |                  |                  |                  |                  |                  |                  |                  |                  |                  |
| 1  | trasf. | 27 dic      | Montlhéry-Marsiglia        | 1.140                      |                            |                                |                              |                            |                  |                  |                  |                  |                  |                  |                  |                  |                  |                  |                  |                  |                  |                  |                  |                  |                  |                  |                  |                  |                  |                  |                  |                  |                  |                  |                  |                  |                  |                  |                  |                  |                  |                  |                  |                  |                  |                  |                  |                  |                  |                  |                  |                  |                  |                  |                  |                  |                  |                  |                  |                  |                  |                  |                  |                  |                  |                  |
|    |        | 29-30 dic   | Navigazione verso l'Africa | Navigazione verso l'Africa | Navigazione verso l'Africa | Navigazione verso l'Africa     | Navigazione verso l'Africa   | Navigazione verso l'Africa |                  |                  |                  |                  |                  |                  |                  |                  |                  |                  |                  |                  |                  |                  |                  |                  |                  |                  |                  |                  |                  |                  |                  |                  |                  |                  |                  |                  |                  |                  |                  |                  |                  |                  |                  |                  |                  |                  |                  |                  |                  |                  |                  |                  |                  |                  |                  |                  |                  |                  |                  |                  |                  |                  |                  |                  |                  |                  |
| 2  | trasf. | 31 dic      | Algeri-Reggane             | 960                        |                            |                                |                              |                            |                  |                  |                  |                  |                  |                  |                  |                  |                  |                  |                  |                  |                  |                  |                  |                  |                  |                  |                  |                  |                  |                  |                  |                  |                  |                  |                  |                  |                  |                  |                  |                  |                  |                  |                  |                  |                  |                  |                  |                  |                  |                  |                  |                  |                  |                  |                  |                  |                  |                  |                  |                  |                  |                  |                  |                  |                  |                  |
| 2  | 2      | 1 gen 1979  | Reggane-In Salah           | 270                        | 270                        | Jacky Privè (Range Rover)      | Christian Rayer (Yamaha)     |                            |                  |                  |                  |                  |                  |                  |                  |                  |                  |                  |                  |                  |                  |                  |                  |                  |                  |                  |                  |                  |                  |                  |                  |                  |                  |                  |                  |                  |                  |                  |                  |                  |                  |                  |                  |                  |                  |                  |                  |                  |                  |                  |                  |                  |                  |                  |                  |                  |                  |                  |                  |                  |                  |                  |                  |                  |                  |                  |
| 2  | trasf. | 2 gen       | In Salah-Tamanrasset       | 448                        |                            |                                |                              |                            |                  |                  |                  |                  |                  |                  |                  |                  |                  |                  |                  |                  |                  |                  |                  |                  |                  |                  |                  |                  |                  |                  |                  |                  |                  |                  |                  |                  |                  |                  |                  |                  |                  |                  |                  |                  |                  |                  |                  |                  |                  |                  |                  |                  |                  |                  |                  |                  |                  |                  |                  |                  |                  |                  |                  |                  |                  |                  |
| 3a | 3a     | 3 gen       | Tamanrasset-In Guezzam     | 373                        | 373                        | Christophe Neveu (Range Rover) | Rudy Potisek (Yamaha)        |                            |                  |                  |                  |                  |                  |                  |                  |                  |                  |                  |                  |                  |                  |                  |                  |                  |                  |                  |                  |                  |                  |                  |                  |                  |                  |                  |                  |                  |                  |                  |                  |                  |                  |                  |                  |                  |                  |                  |                  |                  |                  |                  |                  |                  |                  |                  |                  |                  |                  |                  |                  |                  |                  |                  |                  |                  |                  |                  |
| 3a | 3b     | 4 gen       | Assamaka-Arlit             | 230                        | 230                        | Gérard Daurangeon (Renault 5)  | Patrick Schaal (Yamaha)      |                            |                  |                  |                  |                  |                  |                  |                  |                  |                  |                  |                  |                  |                  |                  |                  |                  |                  |                  |                  |                  |                  |                  |                  |                  |                  |                  |                  |                  |                  |                  |                  |                  |                  |                  |                  |                  |                  |                  |                  |                  |                  |                  |                  |                  |                  |                  |                  |                  |                  |                  |                  |                  |                  |                  |                  |                  |                  |                  |
| 3a | 3c     | 5 gen       | Arlit-Agadez               | 277                        | 231                        | Pierre-Louis Moreau (Peugeot)  | Jean-Claude Olivier (Yamaha) |                            |                  |                  |                  |                  |                  |                  |                  |                  |                  |                  |                  |                  |                  |                  |                  |                  |                  |                  |                  |                  |                  |                  |                  |                  |                  |                  |                  |                  |                  |                  |                  |                  |                  |                  |                  |                  |                  |                  |                  |                  |                  |                  |                  |                  |                  |                  |                  |                  |                  |                  |                  |                  |                  |                  |                  |                  |                  |                  |
| 4  | trasf. | 6 gen       | Agadez-Niamey              | 690                        |                            |                                |                              |                            |                  |                  |                  |                  |                  |                  |                  |                  |                  |                  |                  |                  |                  |                  |                  |                  |                  |                  |                  |                  |                  |                  |                  |                  |                  |                  |                  |                  |                  |                  |                  |                  |                  |                  |                  |                  |                  |                  |                  |                  |                  |                  |                  |                  |                  |                  |                  |                  |                  |                  |                  |                  |                  |                  |                  |                  |                  |                  |
| 4  | 4      | 6 gen       | Tahou-Talchot              |                            | 230                        | Claude Marreau (Renault)       | Jean-Claude Olivier (Yamaha) |                            |                  |                  |                  |                  |                  |                  |                  |                  |                  |                  |                  |                  |                  |                  |                  |                  |                  |                  |                  |                  |                  |                  |                  |                  |                  |                  |                  |                  |                  |                  |                  |                  |                  |                  |                  |                  |                  |                  |                  |                  |                  |                  |                  |                  |                  |                  |                  |                  |                  |                  |                  |                  |                  |                  |                  |                  |                  |                  |
| 5  | 5      | 7 gen       | Niamey- Gao                | 448                        | 448                        |                                |                              |                            |                  |                  |                  |                  |                  |                  |                  |                  |                  |                  |                  |                  |                  |                  |                  |                  |                  |                  |                  |                  |                  |                  |                  |                  |                  |                  |                  |                  |                  |                  |                  |                  |                  |                  |                  |                  |                  |                  |                  |                  |                  |                  |                  |                  |                  |                  |                  |                  |                  |                  |                  |                  |                  |                  |                  |                  |                  |                  |
|    |        | 8 gen       | Giorno di riposo           | Giorno di riposo           | Giorno di riposo           | Giorno di riposo               | Giorno di riposo             | Giorno di riposo           | Giorno di riposo | Giorno di riposo | Giorno di riposo | Giorno di riposo | Giorno di riposo | Giorno di riposo | Giorno di riposo | Giorno di riposo | Giorno di riposo | Giorno di riposo | Giorno di riposo | Giorno di riposo | Giorno di riposo | Giorno di riposo | Giorno di riposo | Giorno di riposo | Giorno di riposo | Giorno di riposo | Giorno di riposo | Giorno di riposo | Giorno di riposo | Giorno di riposo | Giorno di riposo | Giorno di riposo | Giorno di riposo | Giorno di riposo | Giorno di riposo | Giorno di riposo | Giorno di riposo | Giorno di riposo | Giorno di riposo | Giorno di riposo | Giorno di riposo | Giorno di riposo | Giorno di riposo | Giorno di riposo | Giorno di riposo | Giorno di riposo | Giorno di riposo | Giorno di riposo | Giorno di riposo | Giorno di riposo | Giorno di riposo | Giorno di riposo | Giorno di riposo | Giorno di riposo | Giorno di riposo | Giorno di riposo | Giorno di riposo | Giorno di riposo | Giorno di riposo | Giorno di riposo | Giorno di riposo | Giorno di riposo | Giorno di riposo | Giorno di riposo | Giorno di riposo | Giorno di riposo |
| 6  | trasf. | 9 gen       | Gao-Mopti                  | 600                        | 600                        | Alain Génestier (Range Rover)  | Gilles Comte (Yamaha)        |                            |                  |                  |                  |                  |                  |                  |                  |                  |                  |                  |                  |                  |                  |                  |                  |                  |                  |                  |                  |                  |                  |                  |                  |                  |                  |                  |                  |                  |                  |                  |                  |                  |                  |                  |                  |                  |                  |                  |                  |                  |                  |                  |                  |                  |                  |                  |                  |                  |                  |                  |                  |                  |                  |                  |                  |                  |                  |                  |
| 6  | 6      | 10 gen      | Mopti-Bamako               | 650                        |                            |                                |                              |                            |                  |                  |                  |                  |                  |                  |                  |                  |                  |                  |                  |                  |                  |                  |                  |                  |                  |                  |                  |                  |                  |                  |                  |                  |                  |                  |                  |                  |                  |                  |                  |                  |                  |                  |                  |                  |                  |                  |                  |                  |                  |                  |                  |                  |                  |                  |                  |                  |                  |                  |                  |                  |                  |                  |                  |                  |                  |                  |
| 7  | 7      | 11 gen      | Bamako-Nioro du Sahel      | 417                        | 417                        | Cesare Giraudo (Fiat)          | Philippe Vassard (Honda)     |                            |                  |                  |                  |                  |                  |                  |                  |                  |                  |                  |                  |                  |                  |                  |                  |                  |                  |                  |                  |                  |                  |                  |                  |                  |                  |                  |                  |                  |                  |                  |                  |                  |                  |                  |                  |                  |                  |                  |                  |                  |                  |                  |                  |                  |                  |                  |                  |                  |                  |                  |                  |                  |                  |                  |                  |                  |                  |                  |
| 8  | 8a     | 12 gen      | Nioro du Sahel-Kayes       | 270                        | 270                        | [ 7 ]                          | Christian Rayer (Yamaha)     |                            |                  |                  |                  |                  |                  |                  |                  |                  |                  |                  |                  |                  |                  |                  |                  |                  |                  |                  |                  |                  |                  |                  |                  |                  |                  |                  |                  |                  |                  |                  |                  |                  |                  |                  |                  |                  |                  |                  |                  |                  |                  |                  |                  |                  |                  |                  |                  |                  |                  |                  |                  |                  |                  |                  |                  |                  |                  |                  |
| 8  | trasf. | 13 gen      | Kayes- Bakel               | 500                        |                            |                                |                              |                            |                  |                  |                  |                  |                  |                  |                  |                  |                  |                  |                  |                  |                  |                  |                  |                  |                  |                  |                  |                  |                  |                  |                  |                  |                  |                  |                  |                  |                  |                  |                  |                  |                  |                  |                  |                  |                  |                  |                  |                  |                  |                  |                  |                  |                  |                  |                  |                  |                  |                  |                  |                  |                  |                  |                  |                  |                  |                  |
| 8  | 8b     | 14 gen      | Bakel-Dakar                | 96                         | 96                         | Hubert Rigal (Range Rover)     | Gilles Comte (Yamaha)        |                            |                  |                  |                  |                  |                  |                  |                  |                  |                  |                  |                  |                  |                  |                  |                  |                  |                  |                  |                  |                  |                  |                  |                  |                  |                  |                  |                  |                  |                  |                  |                  |                  |                  |                  |                  |                  |                  |                  |                  |                  |                  |                  |                  |                  |                  |                  |                  |                  |                  |                  |                  |                  |                  |                  |                  |                  |                  |                  |

## Classifiche

### Generale
Nella prima edizione della Dakar fu stilata una classifica unica per moto, auto e camion. I primi tre classificati furono tutti motociclisti dei 74 giunti a Dakar.
| Pos. | Pilota/Equipaggio                    | Macchina        | Veicolo |
| ---- | ------------------------------------ | --------------- | ------- |
| 1    | Cyril Neveu                          | Yamaha          | Moto    |
| 2    | Gilles Comte                         | Yamaha          | Moto    |
| 3    | Philippe Vassard                     | Honda           | Moto    |
| 4    | Alain Génestier - Joseph Terbiaut    | Range Rover     | Auto    |
| 5    | Claude Marreau - Bernard Marreau     | Renault 4       | Auto    |
| 6    | Alain Schacht                        | Honda           | Moto    |
| 7    | Cesare Giraudo - Antonio Cavalleri   | Fiat Campagnola | Auto    |
| 8    | Christian Rayer                      | Yamaha          | Moto    |
| 9    | Tommaso Carletti - Amarilli Carletti | Fiat Campagnola | Auto    |
| 10   | Alain Vanderkerkhove - Daniel Pichot | Toyota          | Auto    |

| Pos. | Pilota           | Moto   |
| ---- | ---------------- | ------ |
| 1    | Cyril Neveu      | Yamaha |
| 2    | Gilles Comte     | Yamaha |
| 3    | Philippe Vassard | Honda  |

| Pos. | Equipaggio                         | Auto    |
| ---- | ---------------------------------- | ------- |
| 1    | Alain Génestier - Joseph Terbiaut  | Rover   |
| 2    | Claude Marreau - Bernard Marreau   | Renault |
| 3    | Cesare Giraudo - Antonio Cavalleri | Fiat    |

### Camion
In questa edizione non fu stilata una classifica dei camion, né fu riconosciuto il titolo di vincitore di categoria al 1º classificato, il francese Jean-François Dunac (co-pilota François Beau e meccanico Jean-Pierre Chapel), 44º assoluto su Pinzgauer 6x6.